# Eion Bailey
Eion Bailey, all'anagrafe Eion Francis Hamilton Bailey (Santa Ynez, 8 giugno 1976), è un attore statunitense.

## Biografia
Nato in California, il padre è stato un pilota che prestava servizio per una piccola compagnia aerea e dal quale ha preso lezioni di volo. La passione per la recitazione lo porta a studiare presso l'American Academy of Dramatic Arts di New York. Debutta partecipando ad un episodio di Buffy l'ammazzavampiri e a due di Dawson's Creek. Nel 1999 ottiene un ruolo secondario in Fight Club di David Fincher, successivamente recita ne Il ritmo del successo e in Quasi famosi, in quest'ultimo interpretando l'editore di Rolling Stone Jann Wenner.
Nel 2001 si fa notare nel ruolo del soldato David Kenyon Webster nella miniserie TV della HBO Band of Brothers - Fratelli al fronte. Nel 2004 è uno degli interpreti del thriller Nella mente del serial killer, l'anno seguente recita nel film indipendente Sexual Life di Ken Kwapis. È apparso in E.R. - Medici in prima linea nel ruolo del tirocinante Jake Scanlon. Nel 2006 partecipa al film televisivo Le candele brillavano a Bay Street.
Era stato fatto il suo nome per interpretare Batman in Batman Begins, ruolo poi affidato a Christian Bale. Dopo essere apparso brevemente in produzioni televisive ed aver partecipato a film indipendenti, nel 2010 interpreta il ruolo ricorrente di Ben Mercer nella serie televisiva Covert Affairs. Dal 2011 al 2017 ha interpretato il ruolo di August Wayne Booth nella serie televisiva C'era una volta.

## Filmografia parziale

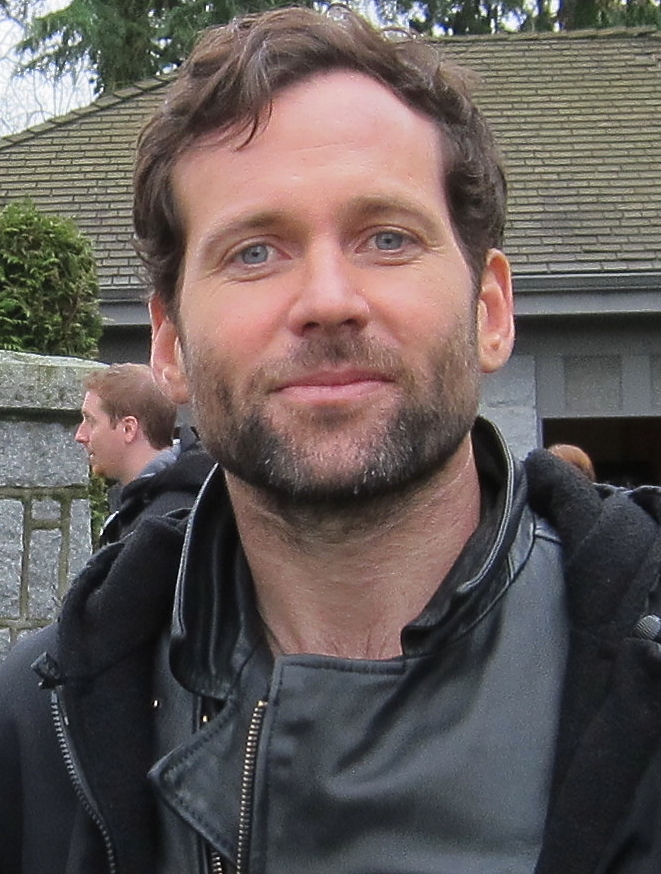
Eion Bailey nel 2012

### Cinema
- Fight Club, regia di David Fincher (1999)
- Quasi famosi (Almost Famous), regia di Cameron Crowe (2000)
- Il ritmo del successo (Center Stage), regia di Nicholas Hytner (2000)
- Nella mente del serial killer (Mindhunters), regia di Renny Harlin (2004)
- Sexual Life, regia di Ken Kwapis (2005)
- Life of the Party, regia di Barra Grant (2005)
- The Canyon, regia di Richard Harrah (2009)
- Extortion, regia di Phil Volken (2017)
- Consegna per Natale, regia di Terry Ingram (2021)

### Televisione
- Buffy l'ammazzavampiri (Buffy the Vampire Slayer) – serie TV, 1 episodio (1997)
- Dawson's Creek – serie TV, 2 episodi (1998)
- Significant Others – serie TV, 6 episodi (1998)
- Band of Brothers - Fratelli al fronte (Band of Brothers) – miniserie TV, 6 episodi (2001)
- Senza traccia (Without a Trace) – serie TV, 1 episodio (2003)
- Pancho Villa, la leggenda (And Starring Pancho Villa as Himself) – film TV, regia di Bruce Beresford (2003)
- E.R. - Medici in prima linea (ER) – serie TV, 10 episodi (2004-2005)
- CSI: NY – serie TV, 1 episodio (2006)
- Incubi e deliri (Nightmares & Dreamscapes: From the Stories of Stephen King) – miniserie TV, 1 episodio (2006)
- Cold Case - Delitti irrisolti (Cold Case) – serie TV, 1 episodio (2009)
- Numb3rs – serie TV, 1 episodio (2009)
- Law & Order: Criminal Intent – serie TV, 1 episodio (2011)
- 30 Rock – serie TV, 1 episodio (2011)
- Covert Affairs – serie TV, 7 episodi (2010-2011)
- Law & Order - Unità vittime speciali - serie TV, episodio 14x21 (2013)
- Ray Donovan – serie TV, 5 episodi (2014)
- C'era una volta (Once Upon a Time) – serie TV, 19 episodi (2011-2018)
- Stalker – serie TV, 6 episodi (2015)
- FBI - serie TV, episodio 1x06 (2018)
- The Stand – serie TV, 4 episodi (2020)
- From - serie TV (2022)
- Emily in Paris - serie TV, episodio 1x04 (2020)

## Doppiatori italiani
Nelle versioni in italiano delle opere in cui ha recitato, Eion Bailey è stato doppiato da:
- Roberto Gammino in Fight Club, Il ritmo del successo, C'era una volta (ep. 6x11-12)
- Francesco Bulckaen in Numb3rs, Far from Home, From
- Riccardo Niseem Onorato in Incubi e deliri, C'era una volta
- Riccardo Rossi in Nella mente del serial killer, Law & Order - Unità vittime speciali
- Corrado Conforti in Buffy l'ammazzavampiri
- Fabio Boccanera in Dawson's Creek
- Nanni Baldini in Band of Brothers - Fratelli al fronte
- Danilo De Girolamo in CSI: NY
- Fabrizio Manfredi in Cold Case - Delitti irrisolti
- Fabrizio Odetto in Law & Order: Criminal Intent
- Giorgio Borghetti in Covert Affairs
- Alessandro Quarta in Stalker
- Christian Iansante in Ray Donovan
- Marco Vivio in Extortion